# کریستوفر مارکوس و استیون مک‌فیلی
کریستوفر مارکوس (به انگلیسی: Christopher Markus) و استیون مک‌فیلی (به انگلیسی: Stephen McFeely) فیلم‌نامه‌نویس و تهیه‌کننده اهل ایالات متحده هستند. آن‌ها به خاطر نوشتن مجموعهٔ سرگذشت نارنیا و آثارشان در دنیای سینمایی مارول شناخته شده‌اند.

## فیلمنامه

### سینمایی
| سال  | نام فیلم                          | کارگردان       | استودیو           |
| ---- | --------------------------------- | -------------- | ----------------- |
| ۲۰۰۴ | زندگی و مرگ پیتر سلرز             | استفان هاپکینز | اچ‌بی‌او فیلمز      |
| ۲۰۰۵ | سرگذشت نارنیا: شیر، کمد و جادوگر  | اندرو آدامسون  | والت دیزنی پیکچرز |
| ۲۰۰۷ | تو منو کشتی                       | جان دال        | آی‌اف‌سی فیلمز      |
| ۲۰۰۸ | سرگذشت نارنیا: شاهزاده کاسپین     | اندرو آدامسون  | والت دیزنی پیکچرز |
| ۲۰۱۰ | سرگذشت نارنیا: سفر کشتی سپیده‌پیما | مایکل اپتد     | فاکس قرن بیستم    |
| ۲۰۱۱ | کاپیتان آمریکا: نخستین انتقام‌جو   | جو جانستون     | پارامونت پیکچرز   |
| ۲۰۱۳ | رنج و گنج                         | مایکل بی       | پارامونت پیکچرز   |
| ۲۰۱۳ | ثور: دنیای تاریک                  | آلن تیلور      | مارول استودیوز    |
| ۲۰۱۴ | کاپیتان آمریکا: سرباز زمستان      | برادران روسو   | مارول استودیوز    |
| ۲۰۱۶ | کاپیتان آمریکا: جنگ داخلی         | برادران روسو   | مارول استودیوز    |
| ۲۰۱۸ | انتقام‌جویان: جنگ ابدیت            | برادران روسو   | مارول استودیوز    |
| ۲۰۱۹ | انتقام جویان: پایان بازی          | برادران روسو   | مارول استودیوز    |

### تلویزیونی
- مأمور کارتر (مجموعه تلویزیونی) در مقام خالق، فیلمنامه‌نویس و کارگردان